# Kryzhanovskita
La kryzhanovskita és un mineral de la classe dels fosfats, que pertany al grup de la fosfoferrita. Rep el nom en honor de Vladimir Ilyich Kryzhanovskiy (Владимира Ильича Крыжановского) (25 de juny de 1881 - 1947), mineralogista rus, conservador del Museu Mineralògic Fersmann, de l'Acadèmia de Ciències, a Moscou.

## Característiques
La kryzhanovskita és un fosfat de fórmula química (Fe3+,Mn2+)₃(PO₄)₂(OH,H₂O)₃. Cristal·litza en el sistema ortoròmbic. La seva duresa a l'escala de Mohs es troba entre 3,5 i 4. Es pot derivar de la fosfoferrita per oxidació.
Segons la classificació de Nickel-Strunz, la kryzhanovskita pertany a «08.CC - Fosfats sense anions addicionals, amb H₂O, només amb cations de mida mitjana, RO₄:H₂O = 1:1,5» juntament amb els següents minerals: garyansel·lita, landesita, fosfoferrita, reddingita, kaatialaïta i leogangita.

## Formació i jaciments
Va ser descoberta a la pegmatita Ak-Kezen', situada a la localitat de Belogorskii, a la província del Kazakhstan Oriental (Kazakhstan). També ha estat descrita al Canadà, els Estats Units, Alemanya, Itàlia, Polònia, Suïssa, Portugal, Espanya, el Marroc, Namíbia, Austràlia i al planeta Mart.